# Delia cameroonica
Delia cameroonica este o specie de muște din genul Delia, familia Anthomyiidae, descrisă de Ackland în anul 2008.
Este endemică în Camerun. Conform Catalogue of Life specia Delia cameroonica nu are subspecii cunoscute.